# Animales humanos
Animales humanos es una película de terror mexicana estrenada en 2020 dirigida por Lex Ortega. Está protagonizada por Adriana Louvier, Antonio de la Vega, Néstor Rodulfo y Aroa Gimeno.

## Trama
Un matrimonio y su hija pequeña viven aterrorizados por el perro de los vecinos, que terminan por morder a la niña. El perro es sacrificado ante la desolación de sus dueños que lo veían como su hijo. Éstos entran por la noche en la casa del matrimonio para vengarse. Lo que quieren es justicia: sacrificar a la niña.

## Reparto
- Antonio de la Vega como Roy
- Néstor Rodulfo como Chava
- Adriana Louvier como Fabiola
- Aroa Gimeno como Anahi
- Camila Núñez como Teresa
- Roberto Duarte como Marcos
- Adrián Limón como Perrero
- Francisco Rubio como Jorge
- Gabriel Solís como Mudanza
- Isaac Sosa como Policía 1
- Alejandro Velasco como Policía 2